# Klášter Roermond
Klášter Roermond (hol. Munsterabdij) je bývalý cisterciácký klášter v nizozemském městě Roermond.
Klášter, jehož zakládací listina byla datována 16. června 1224, založil hrabě Gerard z Geldern s chotí Markétou. Klášter byl určený cisterciáckému řádu a první abatyší se stala Gerardova matka Richardis Bavorská. Roku 1797 byl klášter zrušen a do dnešních dob se zachoval konventní kostel s náhrobkem fundátorů.